# 全米オープン女子ダブルス優勝者一覧
全米オープン女子ダブルス優勝者一覧（ぜんべいオープンじょしダブルスゆうしょうしゃいちらん）は、全米オープン女子ダブルスにおける優勝者の一覧である。
- 1968年にテニス界が4大大会の「オープン化」（プロ選手出場解禁措置）を実施したことに伴い、本大会では1968年と1969年の2年間のみ、暫定措置として2度の大会開催があった。1回目に行われた「オープン化時代大会」（英語：Open Era Grand Slam）の優勝者が、大会公認の優勝者となる。もう1回、年末の12月に別途で「全米選手権」（英語：US National Champs）が行われたが、こちらの優勝者は記録に数えない。そのため、1969年の場合は「オープン化時代大会」の優勝者、ダーリーン・ハード&フランソワーズ・デュール組が正式な優勝者となる。
- 初期のダブルス準優勝者のフルネームは（全米オープン公式サイトも含めて）オンラインで調べられるサイトがないため、バド・コリンズ著『Total Tennis: The Ultimate Tennis Encyclopedia』（英語、2003年刊）を参照した。1968年・1969年の別途開催「全米選手権」の試合結果についても、同書に基づいて記載した。

| 年     | 優勝者                                                      | 準優勝者                                                        | 試合結果 （スコア） | 備考                                            |
| ------ | ----------------------------------------------------------- | --------------------------------------------------------------- | ------------------- | ----------------------------------------------- |
| 1887年 | エレン・ハンセル ローラ・ナイト                             | ルイーズ・アルダディス チャーチ                                 | 6-0 6-4             |                                                 |
| 1888年 | エレン・ルーズベルト グレース・ルーズベルト                 | アデライン・ロビンソン バイオレット・ウォード                   | 3-6 6-3 6-4         |                                                 |
| 1889年 | バーサ・タウンゼント マーガレット・バラード                 | マリオン・ライト ローラ・ナイト                                 | 6-0 6-2             |                                                 |
| 1890年 | エレン・ルーズベルト グレース・ルーズベルト                 | バーサ・タウンゼント マーガレット・バラード                     | 6-1 6-2             |                                                 |
| 1891年 | マーベル・カーヒル エンマ・モーガン                         | エレン・ルーズベルト グレース・ルーズベルト                     | 2-6 8-6 6-4         |                                                 |
| 1892年 | マーベル・カーヒル アデライン・マッキンレー                 | ヘレン・デイ・ハリス エミー・ウィリアムズ                       | 6-1 6-3             |                                                 |
| 1893年 | アリーン・テリー ハリエット・バトラー                       | オーガスタ・シュルツ ストーン                                   | 6-4 6-3             |                                                 |
| 1894年 | ヘレン・ヘルウィッグ ジュリエット・アトキンソン             | アナベラ・ウィスター エミー・ウィリアムズ                       | 6-4 8-6 6-2         | 決勝戦は最大5セット・マッチ                     |
| 1895年 | ヘレン・ヘルウィッグ ジュリエット・アトキンソン             | エリザベス・ムーア エミー・ウィリアムズ                         | 6-2 6-2 12-10       |                                                 |
| 1896年 | エリザベス・ムーア ジュリエット・アトキンソン               | アナベラ・ウィスター エミー・ウィリアムズ                       | 6-4 7-5             | 3セット・マッチ                                 |
| 1897年 | ジュリエット・アトキンソン キャスリーン・アトキンソン       | エリザベス・ラストール フランク・エドワーズ夫人                 | 6-2 6-1 6-1         |                                                 |
| 1898年 | ジュリエット・アトキンソン キャスリーン・アトキンソン       | マリー・ワイマー キャリー・ニーリー                             | 6-1 2-6 4-6 6-1     |                                                 |
| 1899年 | ジェーン・クレーブン マートル・マカティアー                 | エリザベス・ラストール モード・バンクス                         | 6-1 6-1 7-5         |                                                 |
| 1900年 | エディット・パーカー ハリー・チャンプリン                   | マリー・ワイマー マートル・マカティアー                         | 9-7 6-2 6-2         |                                                 |
| 1901年 | ジュリエット・アトキンソン マートル・マカティアー           | エリザベス・ムーア マリオン・ジョーンズ                         | 不戦勝              |                                                 |
| 1902年 | ジュリエット・アトキンソン マリオン・ジョーンズ             | ノナ・クロスターマン モード・バンクス                           | 6-2 7-5             | 最大5セット・マッチを廃止                       |
| 1903年 | エリザベス・ムーア キャリー・ニーリー                       | ミリアム・ホール マリオン・ジョーンズ                           | 4-6 6-1 6-1         |                                                 |
| 1904年 | メイ・サットン ミリアム・ホール                             | エリザベス・ムーア キャリー・ニーリー                           | 3-6 6-3 6-3         |                                                 |
| 1905年 | ヘレン・ホーマンズ キャリー・ニーリー                       | マージョリー・オーバートイファー バージニア・モール             | 6-0 6-1             |                                                 |
| 1906年 | アン・バーデット・コー エセル・プラット                     | ヘレン・ホーマンズ クローバー・ボルト                           | 6-4 6-4             |                                                 |
| 1907年 | マリー・ワイマー キャリー・ニーリー                         | エドナ・ワイルディー ナタリー・ワイルディー                     | 6-1 2-6 6-4         |                                                 |
| 1908年 | イブリン・シアーズ マーガレット・カーチス                   | マリオン・スティーバー キャリー・ニーリー                       | 6-3 5-7 9-7         |                                                 |
| 1909年 | ヘイゼル・ホッチキス エディット・ロッチ                     | ロイス・モイーズ ドロシー・グリーン                             | 6-1 6-1             |                                                 |
| 1910年 | ヘイゼル・ホッチキス エディット・ロッチ                     | エドナ・ワイルディー アデレード・ブラウニング                   | 6-4 6-4             |                                                 |
| 1911年 | ヘイゼル・ホッチキス エレオノラ・シアーズ                   | フローレンス・サットン ドロシー・グリーン                       | 6-4 4-6 6-2         |                                                 |
| 1912年 | メアリー・ブラウン ドロシー・グリーン                       | モード・バーガー＝ウォラック オーガスタ・シュミッツ             | 6-2 5-7 6-0         |                                                 |
| 1913年 | メアリー・ブラウン ルイーズ・ウィリアムズ                   | エドナ・ワイルディー ドロシー・グリーン                         | 12-10 2-6 6-3       |                                                 |
| 1914年 | メアリー・ブラウン ルイーズ・ウィリアムズ                   | エドナ・ワイルディー ルイーズ・レイモンド                       | 10-8 6-2            |                                                 |
| 1915年 | ヘイゼル・ホッチキス・ワイトマン エレオノラ・シアーズ       | ヘレン・マクリーン ジョージ・チャップマン夫人                   | 10-8 6-2            |                                                 |
| 1916年 | モーラ・ビュルステット エレオノラ・シアーズ                 | エドナ・ワイルディー ルイーズ・レイモンド                       | 4-6 6-2 10-8        |                                                 |
| 1917年 | モーラ・ビュルステット エレオノラ・シアーズ                 | フィリス・ウォルシュ グレース・ルロイ                           | 6-2 6-4             |                                                 |
| 1918年 | マリオン・ジンダースタイン エリナー・ゴス                   | モーラ・ビュルステット ヨハン・ロッジ夫人                       | 7-5 8-6             |                                                 |
| 1919年 | マリオン・ジンダースタイン エリナー・ゴス                   | ヘイゼル・ホッチキス・ワイトマン エレオノラ・シアーズ           | 10-8 9-7            |                                                 |
| 1920年 | マリオン・ジンダースタイン エリナー・ゴス                   | エリナー・テナント ヘレン・ベーカー                             | 6-3 6-1             |                                                 |
| 1921年 | メアリー・ブラウン ルイーズ・ウィリアムズ                   | ヘレン・ギロードー アレッタ・モリス                             | 6-3 6-2             |                                                 |
| 1922年 | マリオン・ジンダースタイン ヘレン・ウィルス                 | モーラ・マロリー エディット・シガニー                           | 6-4 7-9 6-3         |                                                 |
| 1923年 | キティ・マッケイン フィリス・コベル                         | ヘイゼル・ホッチキス・ワイトマン エリナー・ゴス                 | 2-6 6-2 6-1         |                                                 |
| 1924年 | ヘイゼル・ホッチキス・ワイトマン ヘレン・ウィルス           | マリオン・ジェサップ エリナー・ゴス                             | 6-4 6-3             |                                                 |
| 1925年 | メアリー・ブラウン ヘレン・ウィルス                         | エリザベス・ライアン メイ・サットン                             | 6-4 6-3             |                                                 |
| 1926年 | エリザベス・ライアン エリナー・ゴス                         | メアリー・ブラウン シャーロット・チェーピン                     | 3-6 6-4 12-10       |                                                 |
| 1927年 | キティ・ゴッドフリー アーミントルード・ハーベイ             | ベティ・ナットール ジョーン・フライ                             | 6-1 4-6 6-4         |                                                 |
| 1928年 | ヘイゼル・ホッチキス・ワイトマン ヘレン・ウィルス           | エディット・クロス アンナ・ハーパー                             | 6-2 6-2             |                                                 |
| 1929年 | フィービ・ワトソン ペギー・ソーンダース                     | ドロシー・シェパード＝バロン フィリス・コベル                   | 2-6 6-3 6-4         |                                                 |
| 1930年 | ベティ・ナットール サラ・ポールフリー                       | エディット・クロス アンナ・ハーパー                             | 3-6 6-3 7-5         |                                                 |
| 1931年 | ベティ・ナットール アイリーン・ベネット                     | ドロシー・ラウンド ヘレン・ジェイコブス                         | 6-2 6-4             |                                                 |
| 1932年 | サラ・ポールフリー ヘレン・ジェイコブス                     | エディット・クロス アンナ・ハーパー                             | 3-6 6-3 7-5         |                                                 |
| 1933年 | ベティ・ナットール フレダ・ジェームズ                       | エリザベス・ライアン ヘレン・ウィルス・ムーディ                 | 不戦勝              |                                                 |
| 1934年 | サラ・ポールフリー ヘレン・ジェイコブス                     | カロリン・バブコック ドロシー・アンドルース                     | 4-6 6-3 6-4         |                                                 |
| 1935年 | サラ・ポールフリー ヘレン・ジェイコブス                     | カロリン・バブコック ドロシー・アンドルース                     | 6-4 6-2             |                                                 |
| 1936年 | カロリン・バブコック マージョリー・グラッドマン・バン・リン | サラ・ポールフリー ヘレン・ジェイコブス                         | 9-7 2-6 6-4         |                                                 |
| 1937年 | サラ・ポールフリー アリス・マーブル                         | カロリン・バブコック マージョリー・グラッドマン・バン・リン     | 7-5 6-4             |                                                 |
| 1938年 | サラ・ポールフリー アリス・マーブル                         | シモーヌ・マチュー ヤドヴィガ・イェンジェヨフスカ               | 6-8 6-4 6-3         |                                                 |
| 1939年 | サラ・ポールフリー アリス・マーブル                         | ケイ・スタマーズ フレダ・ジェームズ                             | 7-5 8-6             |                                                 |
| 1940年 | サラ・ポールフリー アリス・マーブル                         | ドロシー・バンディ マージョリー・グラッドマン・バン・リン       | 6-4 6-3             |                                                 |
| 1941年 | サラ・ポールフリー マーガレット・オズボーン                 | ドロシー・バンディ ポーリーン・ベッツ                           | 3-6 6-1 6-4         |                                                 |
| 1942年 | ルイーズ・ブラフ マーガレット・オズボーン                   | ドリス・ハート ポーリーン・ベッツ                               | 2-6 7-5 6-0         |                                                 |
| 1943年 | ルイーズ・ブラフ マーガレット・オズボーン                   | メアリー・アーノルド パトリシア・カニング                       | 6-1 6-3             |                                                 |
| 1944年 | ルイーズ・ブラフ マーガレット・オズボーン                   | ドリス・ハート ポーリーン・ベッツ                               | 4-6 6-4 6-3         |                                                 |
| 1945年 | ルイーズ・ブラフ マーガレット・オズボーン                   | ドリス・ハート ポーリーン・ベッツ                               | 6-3 6-3             |                                                 |
| 1946年 | ルイーズ・ブラフ マーガレット・オズボーン                   | メアリー・アーノルド・プレンティス パトリシア・カニング・トッド | 6-1 6-3             |                                                 |
| 1947年 | ルイーズ・ブラフ マーガレット・オズボーン・デュポン         | ドリス・ハート パトリシア・カニング・トッド                     | 5-7 6-3 7-5         |                                                 |
| 1948年 | ルイーズ・ブラフ マーガレット・オズボーン・デュポン         | ドリス・ハート パトリシア・カニング・トッド                     | 6-4 8-10 6-1        |                                                 |
| 1949年 | ルイーズ・ブラフ マーガレット・オズボーン・デュポン         | ドリス・ハート シャーリー・フライ                               | 6-4 10-8            |                                                 |
| 1950年 | ルイーズ・ブラフ マーガレット・オズボーン・デュポン         | ドリス・ハート シャーリー・フライ                               | 6-2 6-3             |                                                 |
| 1951年 | ドリス・ハート シャーリー・フライ                           | ナンシー・チャフィー パトリシア・カニング・トッド               | 6-4 6-2             |                                                 |
| 1952年 | ドリス・ハート シャーリー・フライ                           | ルイーズ・ブラフ モーリーン・コノリー                           | 10-8 6-4            |                                                 |
| 1953年 | ドリス・ハート シャーリー・フライ                           | ルイーズ・ブラフ マーガレット・オズボーン・デュポン             | 6-2 7-9 9-7         |                                                 |
| 1954年 | ドリス・ハート シャーリー・フライ                           | ルイーズ・ブラフ マーガレット・オズボーン・デュポン             | 6-4 6-4             |                                                 |
| 1955年 | ルイーズ・ブラフ マーガレット・オズボーン・デュポン         | ドリス・ハート シャーリー・フライ                               | 6-3 1-6 6-3         |                                                 |
| 1956年 | ルイーズ・ブラフ マーガレット・オズボーン・デュポン         | ベティ・プラット シャーリー・フライ                             | 6-3 6-0             |                                                 |
| 1957年 | ルイーズ・ブラフ マーガレット・オズボーン・デュポン         | アリシア・ギブソン ダーリーン・ハード                           | 6-2 7-5             |                                                 |
| 1958年 | ダーリーン・ハード ジーン・アース                           | アリシア・ギブソン マリア・ブエノ                               | 2-6 6-3 6-4         |                                                 |
| 1959年 | ダーリーン・ハード ジーン・アース                           | アリシア・ギブソン サリー・ムーア                               | 6-2 6-3             |                                                 |
| 1960年 | ダーリーン・ハード マリア・ブエノ                           | アン・ヘイドン デイドラ・キャット                               | 6-1 6-1             | ブエノのダブルス年間グランドスラム成立          |
| 1961年 | ダーリーン・ハード レスリー・ターナー                       | エダ・ブディング ヨラ・ラミレス                                 | 6-4 5-7 6-0         |                                                 |
| 1962年 | ダーリーン・ハード マリア・ブエノ                           | ビリー・ジーン・モフィット カレン・サスマン                     | 4-6 6-3 6-2         |                                                 |
| 1963年 | マーガレット・スミス ロビン・エバーン                       | ダーリーン・ハード マリア・ブエノ                               | 4-6 10-8 6-3        |                                                 |
| 1964年 | ビリー・ジーン・モフィット カレン・サスマン                 | マーガレット・スミス レスリー・ターナー                         | 3-6 6-2 6-4         |                                                 |
| 1965年 | ナンシー・リッチー キャロル・グレーブナー                   | ビリー・ジーン・モフィット カレン・サスマン                     | 6-4 6-4             |                                                 |
| 1966年 | ナンシー・リッチー マリア・ブエノ                           | ビリー・ジーン・キング ロージー・カザルス                       | 6-3 6-4             |                                                 |
| 1967年 | ビリー・ジーン・キング ロージー・カザルス                   | メアリー・アン・アイゼル ドナ・フロイド                         | 4-6 6-3 6-4         |                                                 |
| 1968年 | マーガレット・スミス・コート マリア・ブエノ                 | ビリー・ジーン・キング ロージー・カザルス                       | 4-6 9-7 8-6         | この年からオープン化、プロ選手解禁              |
| 1968年 | マーガレット・スミス・コート マリア・ブエノ                 | ジョイス・ウィリアムズ バージニア・ウェード                     | 6-3 7-5             | 別途開催の全米選手権、当年度2回目               |
| 1969年 | ダーリーン・ハード フランソワーズ・デュール                 | マーガレット・スミス・コート バージニア・ウェード               | 0-6 6-4 6-4         |                                                 |
| 1969年 | マーガレット・スミス・コート バージニア・ウェード           | メアリー・アン・アイゼル バレリー・ジーゲンフス                 | 6-1 6-3             | 別途開催の全米選手権、当年度2回目               |
| 1970年 | マーガレット・スミス・コート ジュディ・テガート             | ロージー・カザルス バージニア・ウェード                         | 6-3 6-4             |                                                 |
| 1971年 | ロージー・カザルス ジュディ・テガート                       | ゲイル・シェリフ フランソワーズ・デュール                       | 6-3 6-3             |                                                 |
| 1972年 | ベティ・ストーブ フランソワーズ・デュール                   | マーガレット・スミス・コート バージニア・ウェード               | 6-3 1-6 6-3         |                                                 |
| 1973年 | マーガレット・スミス・コート バージニア・ウェード           | ビリー・ジーン・キング ロージー・カザルス                       | 3-6 6-3 7-5         |                                                 |
| 1974年 | ビリー・ジーン・キング ロージー・カザルス                   | ベティ・ストーブ フランソワーズ・デュール                       | 7-6 6-7 6-4         |                                                 |
| 1975年 | マーガレット・スミス・コート バージニア・ウェード           | ビリー・ジーン・キング ロージー・カザルス                       | 7-5 2-6 7-5         |                                                 |
| 1976年 | リンダ・ボショフ イラナ・クロス                             | オルガ・モロゾワ バージニア・ウェード                           | 6-1 6-4             |                                                 |
| 1977年 | ベティ・ストーブ マルチナ・ナブラチロワ                     | レネ・リチャーズ ベティアン・スチュワート                       | 6-1 7-6             |                                                 |
| 1978年 | ビリー・ジーン・キング マルチナ・ナブラチロワ               | ウェンディ・ターンブル ケリー・レイド                           | 7-6 6-4             |                                                 |
| 1979年 | ウェンディ・ターンブル ベティ・ストーブ                     | ビリー・ジーン・キング マルチナ・ナブラチロワ                   | 7-5 6-3             |                                                 |
| 1980年 | ビリー・ジーン・キング マルチナ・ナブラチロワ               | ベティ・ストーブ パム・シュライバー                             | 7-6 7-5             |                                                 |
| 1981年 | キャシー・ジョーダン アン・スミス                           | ウェンディ・ターンブル ロージー・カザルス                       | 6-3 6-3             |                                                 |
| 1982年 | ウェンディ・ターンブル ロージー・カザルス                   | シャロン・ウォルシュ バーバラ・ポッター                         | 6-4 6-4             |                                                 |
| 1983年 | マルチナ・ナブラチロワ パム・シュライバー                   | ロザリン・フェアバンク キャンディ・レイノルズ                   | 6-7 6-1 6-3         |                                                 |
| 1984年 | マルチナ・ナブラチロワ パム・シュライバー                   | ウェンディ・ターンブル アン・ホッブズ                           | 6-2 6-4             | ナブラチロワ&シュライバー組の年間グランドスラム |
| 1985年 | クラウディア・コーデ＝キルシュ ヘレナ・スコバ               | マルチナ・ナブラチロワ パム・シュライバー                       | 6-7 6-2 6-3         |                                                 |
| 1986年 | マルチナ・ナブラチロワ パム・シュライバー                   | ウェンディ・ターンブル ハナ・マンドリコワ                       | 6-4 3-6 6-3         |                                                 |
| 1987年 | マルチナ・ナブラチロワ パム・シュライバー                   | キャシー・ジョーダン エリザベス・スマイリー                     | 5-7 6-4 6-2         |                                                 |
| 1988年 | ジジ・フェルナンデス ロビン・ホワイト                       | パティ・フェンディック ジル・ヘザリントン                       | 6-4 6-1             |                                                 |
| 1989年 | マルチナ・ナブラチロワ ハナ・マンドリコワ                   | メアリー・ジョー・フェルナンデス パム・シュライバー             | 5-7 6-4 6-4         |                                                 |
| 1990年 | マルチナ・ナブラチロワ ジジ・フェルナンデス                 | ヘレナ・スコバ ヤナ・ノボトナ                                   | 6-2 6-4             |                                                 |
| 1991年 | パム・シュライバー ナターシャ・ズベレワ                     | ラリサ・ネーランド ヤナ・ノボトナ                               | 6-4 4-6 7-6         |                                                 |
| 1992年 | ジジ・フェルナンデス ナターシャ・ズベレワ                   | ラリサ・ネーランド ヤナ・ノボトナ                               | 7-6 6-1             |                                                 |
| 1993年 | アランチャ・サンチェス・ビカリオ ヘレナ・スコバ             | アマンダ・クッツァー イネス・ゴロチャテギ                       | 6-4 6-2             |                                                 |
| 1994年 | アランチャ・サンチェス・ビカリオ ヤナ・ノボトナ             | カテリナ・マレーバ ロビン・ホワイト                             | 6-3 6-3             |                                                 |
| 1995年 | ジジ・フェルナンデス ナターシャ・ズベレワ                   | ブレンダ・シュルツ＝マッカーシー レネ・スタブス                 | 7-5 6-3             |                                                 |
| 1996年 | ジジ・フェルナンデス ナターシャ・ズベレワ                   | アランチャ・サンチェス・ビカリオ ヤナ・ノボトナ                 | 1-6 6-1 6-4         |                                                 |
| 1997年 | リンゼイ・ダベンポート ヤナ・ノボトナ                       | メアリー・ジョー・フェルナンデス ナターシャ・ズベレワ           | 6-3 6-4             | 「アーサー・アッシュ・スタジアム」開場          |
| 1998年 | マルチナ・ヒンギス ヤナ・ノボトナ                           | リンゼイ・ダベンポート ナターシャ・ズベレワ                     | 6-3 6-3             | ヒンギスのダブルス年間グランドスラム成立        |
| 1999年 | ビーナス・ウィリアムズ セリーナ・ウィリアムズ               | チャンダ・ルビン サンドリーヌ・テスチュ                         | 4-6 6-1 6-4         |                                                 |
| 2000年 | 杉山愛 ジュリー・アラール＝デキュジス                       | エレーナ・リホフツェワ カーラ・ブラック                         | 6-0 1-6 6-1         |                                                 |
| 2001年 | リサ・レイモンド レネ・スタブス                             | ナタリー・トージア キンバリー・ポー                             | 6-2 5-7 7-5         |                                                 |
| 2002年 | ビルヒニア・ルアノ・パスクアル パオラ・スアレス             | エレーナ・デメンチェワ ヤネッテ・フサロバ                       | 6-2 6-1             |                                                 |
| 2003年 | ビルヒニア・ルアノ・パスクアル パオラ・スアレス             | マルチナ・ナブラチロワ スベトラーナ・クズネツォワ               | 6-2 6-2             |                                                 |
| 2004年 | ビルヒニア・ルアノ・パスクアル パオラ・スアレス             | エレーナ・リホフツェワ スベトラーナ・クズネツォワ               | 6-4 7-5             |                                                 |
| 2005年 | リサ・レイモンド サマンサ・ストーサー                       | エレーナ・デメンチェワ フラビア・ペンネッタ                     | 6-2 5-7 6-3         |                                                 |
| 2006年 | ナタリー・ドシー ベラ・ズボナレワ                           | カタリナ・スレボトニク ディナラ・サフィナ                       | 7-6 7-5             |                                                 |
| 2007年 | ナタリー・ドシー ディナラ・サフィナ                         | 詹詠然 荘佳容                                                   | 6-4 6-2             |                                                 |
| 2008年 | リーゼル・フーバー カーラ・ブラック                         | リサ・レイモンド サマンサ・ストーサー                           | 6-3 7-6             |                                                 |
| 2009年 | ビーナス・ウィリアムズ セリーナ・ウィリアムズ               | リーゼル・フーバー カーラ・ブラック                             | 6-2 6-2             |                                                 |
| 2010年 | バニア・キング ヤロスラワ・シュウェドワ                     | リーゼル・フーバー ナディア・ペトロワ                           | 2-6 6-4 7-6         |                                                 |
| 2011年 | リーゼル・フーバー リサ・レイモンド                         | バニア・キング ヤロスラワ・シュウェドワ                         | 4-6 7-6 7-6         |                                                 |
| 2012年 | サラ・エラニ ロベルタ・ビンチ                               | アンドレア・フラバーチコバ ルーシー・ハラデツカ                 | 6-4 6-2             |                                                 |
| 2013年 | アンドレア・フラバーチコバ ルーシー・ハラデツカ             | アシュリー・バーティ ケーシー・デラクア                         | 6-7 6-1 6-4         |                                                 |
| 2014年 | エカテリーナ・マカロワ エレーナ・ベスニナ                   | マルチナ・ヒンギス フラビア・ペンネッタ                         | 2-6 6-3 6-2         |                                                 |
| 2015年 | マルチナ・ヒンギス サニア・ミルザ                           | ケーシー・デラクア ヤロスラワ・シュウェドワ                     | 6-3 6-3             |                                                 |
| 2016年 | ベサニー・マテック＝サンズ ルーシー・サファロバ             | キャロリン・ガルシア クリスティナ・ムラデノビッチ               | 2-6 7-6 6-4         |                                                 |
| 2017年 | 詹詠然 マルチナ・ヒンギス                                   | ルーシー・ハラデツカ カテリナ・シニアコバ                       | 6-3 6-2             |                                                 |
| 2018年 | アシュリー・バーティ ココ・バンダウェイ                     | ティメア・バボシュ クリスティナ・ムラデノビッチ                 | 3-6 7-6 7–6         |                                                 |
| 2019年 | エリーズ・メルテンス アリーナ・サバレンカ                   | ビクトリア・アザレンカ アシュリー・バーティ                     | 7-5 7–5             |                                                 |
| 2020年 | ラウラ・シグムント ベラ・ズボナレワ                         | ニコール・メリチャー 徐一璠                                     | 6–4, 6–4            |                                                 |
| 2021年 | サマンサ・ストーサー 張帥                                   | コリ・ガウフ キャサリン・ムクナライ                             | 6–3, 3–6, 6–3       |                                                 |
| 2022年 | バルボラ・クレイチコバ カテリナ・シニャコバ                 | キャサリン・ムクナライ テーラー・タウンゼント                   | 3–6, 7–5, 6–1       |                                                 |
| 2023年 | ガブリエラ・ダブロウスキー エリン・ルーリフ                 | ベラ・ズボナレワ ラウラ・シグムント                             | 7–6(11–9), 6–3      |                                                 |
| 2024年 | リュドミラ・キチェノク エレナ・オスタペンコ                 | 張帥 クリスティナ・ムラデノビッチ                               | 6–4, 6–3            |                                                 |